# Atenàgores (metge)
Atenàgores (en llatí Athenagoras, en grec Άθηναγόρας) fou un metge de l'antiga Grècia autor d'un tractat sobre el pols arterial i l'orina. Marc Terenci Varró i Luci Juni Moderat Columel·la mencionen un llibre sobre agricultura d'un autor amb aquest nom.